# Armée de la Moselle
Die Armée de la Moselle (deutsch Moselarmee) war ein Verband der französischen Revolutionszeit, der aufgestellt wurde, um das Land vor einer Gefahr aus dem Ausland zu schützen.

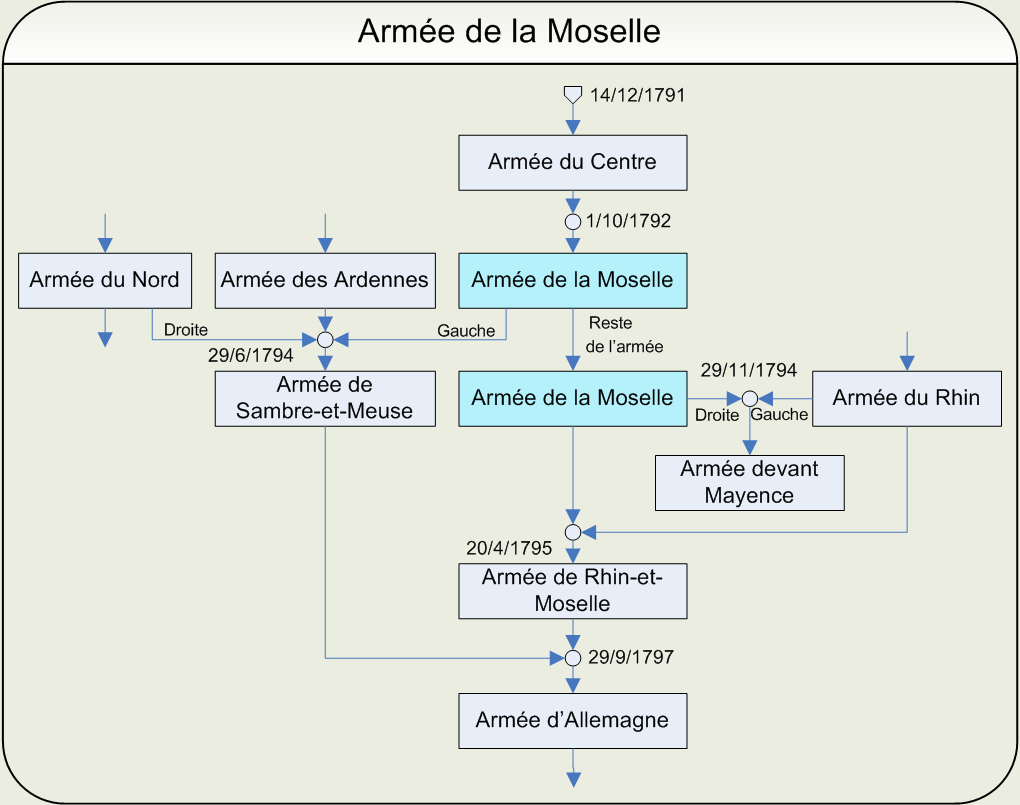
Entwicklung der Armée de la Moselle

## Aufstellung und Entwicklung
Die Armée du Centre, gebildet am 14. Dezember 1791 auf Befehl von König Louis XVI. wurde am 1. Oktober 1792 auf Anordnung des Nationalkonvents in „Armée de la Moselle“ umbenannt. Durch die Dekrete vom 1. März und vom 30. April 1793 wurde die Armee verstärkt.
Durch ein Dekret des Nationalkonvents vom 29. Juni 1794 (11 messidor an II) musste der linke Flügel abgegeben werden. Er bildete, zusammen mit der Armée des Ardennes und dem rechten Flügel der Armée du Nord die neue Armée de Sambre-et-Meuse. Die „Armée de la Moselle“ bestand jetzt nur noch aus dem verbliebenen rechten Flügel. Sie stand unter dem Kommando von Général Jean René Moreaux.
Mit Erlass vom 29. November 1794 (9 frimaire an III) wurde der nunmehrige rechte Flügel der Armee zur Bildung (zusammen mit dem linken Flügel der Armée du Rhin) der „Armée devant Mayence“ (Armee vor Mainz) abgegeben.
Per Dekret des Nationalkonvents vom 3. März 1795 (13 ventôse an III) wurde die „Armée de la Moselle“ mit der „Armée du Rhin“ am 20. April 1795 zur Armée de Rhin-et-Moselle zusammengelegt.

## Einsätze der Armée de la Moselle

### Erster Koalitionskrieg
- Kanonade bei Valmy (1792)
- Kämpfe bei Trier (1792)
- Schlacht bei Arlon (1793)
- Schlacht bei Pirmasens (1793)
- Schlacht bei Biesingen (1793)
- Schlacht bei Kaiserslautern (1793)
- Schlacht bei Froeschwiller (1793)
- Zweite Schlacht bei Weißenburg (1793)
- Schlacht bei Arlon (1794)
- Schlacht bei Lambusart (1794)
- Schlacht bei Fleurus (1794)
- Belagerung von Luxembourg (1794–95)

## Kommandanten
- vom 14. Dezember 1791 bis 11. Juli 1792: Général Marquis de La Fayette
- vom 12. Juli bis 1. September 1792: Maréchal de France Nicolas Luckner, gleichzeitig Kommandant der Armée du Rhin

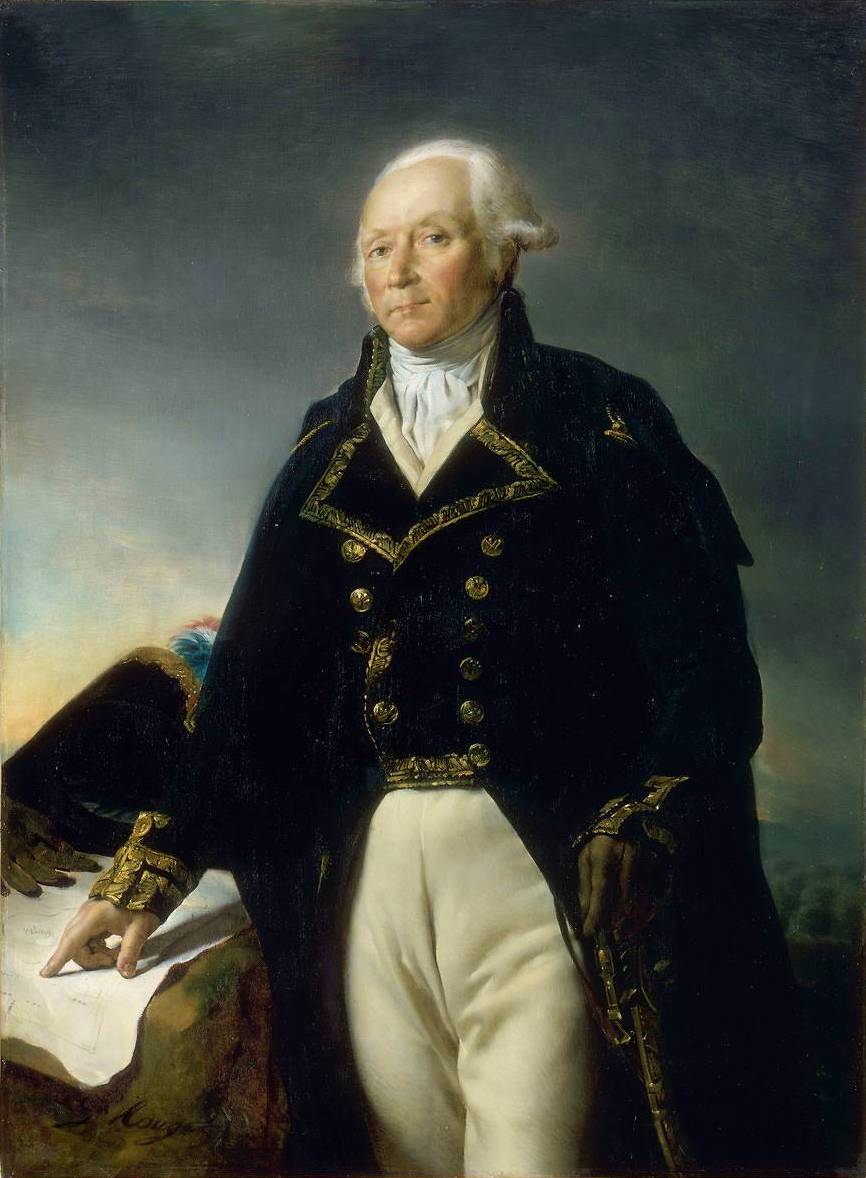
François-Christophe Kellermann, 1792 Oberkommandierender der „Armée de la Moselle“

- vom 2. September bis 1. Oktober 1792: Général François-Christophe Kellermann, am 19. September Général Charles François Dumouriez unterstellt.
- vom 1. Oktober bis 7. November 1792: Général François Christophe Kellermann, Kommandant der neuen Armée de la Moselle, unterstellt bis 5. Oktober Général Dumouriez. Vom 6. bis 24. Oktober war ihm der rechte Flügel der „Armée des Ardennes“ unterstellt.
- vom 8. bis 14. November, (interim): Général Jean Étienne Philibert de Prez de Crassier
- vom 15. November 1792 bis 23. Januar 1793: Général Pierre Riel de Beurnonville, Général Adam-Philippe de Custine  unterstellt
- vom 24. Januar bis 28. März 1793, (interim): Général René Charles Élisabeth de Ligniville, unterstellt Général Adam Philippe Custine
- vom 29. März bis 28. April 1793, (interim): Général Augustin Gabriel d’Aboville, ab dem 9. April Général Custine unterstellt
- vom 29. April bis 2. August 1793: Général Jean Nicolas Houchard, bis zum 17. Mai Général Custine unterstellt, dann Oberkommandant der „Armée du Rhin“
- vom 3. August bis 26. September 1793, (provisorisch): Général Alexis Balthazar Henri Schauenburg
- vom 26. September bis 2. Oktober 1793: Général Jean René Moreaux (aus gesundheitlichen Gründen das Kommando abgegeben)
- vom 2. Oktober bis 30. Oktober 1793, (provisorisch): Général Jacques Charles René Delaunay
- vom 31. Oktober 1793 bis 18. März 1794 : Général Lazare Hoche gleichzeitig bis 13. Januar 1794 Oberkommandierender der „Armée du Rhin“. Er reorganisierte „Armée de la Moselle“ indem er besser für deren Bedürfnisse sorgte, die Offiziere stimulierte, die Generäle ermutigte und dem Feind bald eine gewaltige Armee präsentierte, die ihn zwang, das Elsass zu evakuieren.
- vom 19. März bis 2. Juni 1794: Général Jean-Baptiste Jourdan
- vom 3. Juni bis 1. Juli 1794: Général Jean René Moreaux, unterstellt Général Jourdan, welcher die „Armée de la Moselle“, die „Armée des Ardennes“ und die „Armée du Nord“ kommandierte
- 2. Juli 1794 bis 9. Februar 1795 : Général Moreaux
- vom 10. Februar bis 19. April 1795 (interim): Général Jean-Jacques Ambert Kommandant vor Luxemburg

## Aufstellung am 1. Dezember 1792
- 46 Bataillonen Infanterie mit 28.951 Mann
- 42 Escadrons Kavallerie mit 6228 Reitern
- und 729 Artilleristen

Bemerkenswert ist hier die hohe Anzahl an Freiwilligenverbänden, die ungedient und somit unausgebildet waren. Man hat daher die Regimenter der vormals königlichen Armee aufgeteilt und jeweils ein Bataillon als Korsett unter die Freiwilligen eingestellt.
| Général en chef (Oberkommandierender): Pierre Riel de Beurnonville Chef d’état major (Stabschef): Alexis Balthazar Henri Schauenburg | Général en chef (Oberkommandierender): Pierre Riel de Beurnonville Chef d’état major (Stabschef): Alexis Balthazar Henri Schauenburg |
| --- | --- |
| Vorhut – Général Georges Félix de Wimpffen                                                                                           | |
| Brigade d’Estourmel | |
| Infanterie légère de la Moselle (1 Bataillon)                                                                                        | Légion de la Moselle (1 Bataillon)                                                                                                   |
| 3e régiment de hussards (3 Escadrons)                                                                                                | 10e régiment de chasseurs à cheval (3 Escadrons)                                                                                     |
| Cavalerie légère de la légion de la Moselle (3 Escadrons)                                                                            | 4e régiment de dragons (3 Escadrons)                                                                                                 |
| 11e régiment de cavalerie (3 Escadrons)                                                                                              | 19e régiment de cavalerie (3 Escadrons)                                                                                              |
| Compagnie franche d’Humbert, Guillaume, Fischer et Maurice (1 Kompanie)                                                              | |
| Brigade La Barollière | |
| 1. und 2. Grenadierbataillon (2 Bataillone)                                                                                          | 62e régiment d’infanterie de ligne (1 Bataillon)                                                                                     |
| 96e régiment d’infanterie de ligne (1 Bataillon)                                                                                     | 1er bataillon des volontaires de la Vienne (1 Bataillon)                                                                             |
| 1er bataillon des volontaires de la Meuse (1 Bataillon)                                                                              | 1er bataillon des volontaires de l’Indre (1 Bataillon)                                                                               |
| 1er bataillon des volontaires du Lot (1 Bataillon)                                                                                   | |
| 1. Linie – Général de Ligniville | |
| Brigade De Muratel | |
| 1er bataillon des volontaires de Saône-et-Loire (1 Bataillon)                                                                        | 22e régiment d’infanterie de ligne (1 Bataillon)                                                                                     |
| 4e régiment de cavalerie (2 Escadrons)                                                                                               | 14e régiment de dragons (2 Escadrons)                                                                                                |
| Brigade Lynch | |
| 3., 4. & 5. Grenadierbataillon (3 Bataillone)                                                                                        | 1e régiment d’infanterie de ligne (1 bataillon)                                                                                      |
| 17e régiment d’infanterie de ligne (1 Bataillon)                                                                                     | 24e régiment d’infanterie de ligne (1 Bataillon)                                                                                     |
| 1er bataillon des volontaires de la Haute-Marne (1 Bataillon)                                                                        | 3e bataillon des volontaires de la Manche (2 Bataillone)                                                                             |
| 4e bataillon des volontaires de la Manche (2 bataillons)                                                                             | |
| Brigade Freytag | |
| Bataillon de Popincourt (1 Bataillon)                                                                                                | 1er bataillon des Sections Armées (1 Bataillon)                                                                                      |
| 9e bataillon des volontaires de la Meurthe (1 Bataillon)                                                                             | 4e bataillon des volontaires de la Seine-Inférieure (1 Bataillon)                                                                    |
| 13e bataillon des Fédérés Nationaux (1 Bataillon)                                                                                    | 5e régiment d’infanterie de ligne (1 Bataillon)                                                                                      |
| 44e régiment d’infanterie de ligne (1 Bataillon)                                                                                     | 58e régiment d’infanterie de ligne (1 Bataillon)                                                                                     |
| 90e régiment d’infanterie de ligne (1 Bataillon)                                                                                     | |
| Brigade Lagrange | |
| 54e régiment d’infanterie de ligne (1 Bataillon)                                                                                     | 4e bataillon des volontaires de la Moselle (1 Bataillon)                                                                             |
| 17e régiment de dragons (2 Escadrons)                                                                                                | 10e régiment de cavalerie (2 Escadrons)                                                                                              |
| 2. Linie – Général d’Aboville | |
| Brigade Delaage | |
| 53erégiment d’infanterie de ligne (1 Bataillon)                                                                                      | 55erégiment d’infanterie de ligne (1 Bataillon)                                                                                      |
| 89erégiment d’infanterie de ligne (1 Bataillon)                                                                                      | 2e bataillon des volontaires de la Haute-Marne (1 Bataillon)                                                                         |
| 3e bataillon des volontaires de la Moselle (1 Bataillon)                                                                             | 6ebataillon des volontaires de la Meurthe (2 Bataillone)                                                                             |
| 8ebataillon des volontaires de la Meurthe (2 Bataillone)                                                                             | |
| Brigade de Prilly | |
| 30erégiment d’infanterie de ligne (1 Bataillon)                                                                                      | 74erégiment d’infanterie de ligne (1 Bataillon)                                                                                      |
| 102erégiment d’infanterie de ligne (1 Bataillon)                                                                                     | - Bataillon des Fédérés des 83 départements (1 Bataillon) 3e bataillon de la République (1 Bataillon)                                |
| 4e bataillon des volontaires de la Haute-Saône (1 Bataillon)                                                                         | 4e bataillon des volontaires de la Meurthe (1 Bataillon)                                                                             |
| Reservekavallerie – Général de Pully                                                                                                 | |
| 1er régiment de carabiniers (3 Escadrons)                                                                                            | 2e régiment de carabiniers (3 Escadrons)                                                                                             |
| 8e régiment de cavalerie (2 Escadrons)                                                                                               | 1er régiment de dragons (2 Escadrons)                                                                                                |
| 1er régiment de chasseurs à cheval (3 Escadrons)                                                                                     | 9e régiment de chasseurs à cheval (3 Escadrons)                                                                                      |
| Artilleriepark (1 Kompanie) | Teile der 5e division de la Gendarmerie nationale                                                                                    |